# The World Is Rich
The World Is Rich ist ein britischer Dokumentarfilm aus dem Jahr 1947 unter der Regie von Paul Rotha, der 1948 für einen Oscar nominiert war. 

## Inhalt
Der Film thematisiert die Verwüstung die vielerorts nach dem Zweiten Weltkrieg herrschte und mit Hunger und anderen Missständen einherging. Belastende Bilder der Verwüstung vor allem in Europas Städten werden nicht ausgespart, ebenso wie Bilder von ausgehungerten Kindern, die erschütternd rüberkommen. Den Parolen von Sieg und Happy End wohnt ein bitterer Nachgeschmack bei. Verschiedene Stimmen präsentieren verschiedene Perspektiven, wobei auch der Klang der Stimme unterstützend wirkt, je nachdem, was gesagt wird. 
Es wird darauf verwiesen, dass das Klima nachhaltig in Mitleidenschaft gezogen worden ist, was sich auch auf den Anbau von Lebensmitteln auswirkt. Unterstützend werden Diagramme eingeblendet. Auch die Schwarzmarkt-Praxis wird angeprangert, die wiederum schon bestehendes Ungleichgewicht unterstützt, da nur ein kleiner Teil der Menschen davon profitiert und die Lage der anderen sich kaum bessert. Zwar versuche die im Oktober 1945 gegründete FAO ihre Ziele, Anhebung des Ernährungs- und Lebensstandards der Völker, Verbesserung der Erzeugung und Verteilung der Nahrungsmittel, Verbesserung der Lebensbedingungen der ländlichen Bevölkerung, Beitrag zur Entwicklung der Weltwirtschaft und damit zur Befreiung der Menschen vom Hunger, mutig in Angriff zu nehmen, könne aber auf viele Fragen keine wirklichen Antworten geben. Der Film wirbt mehr oder minder für die Vereinten Nationen, wobei auch deren damaliger erster Generaldirektor der Ernährungs- und Landwirtschaftsorganisation (FAO), der Organisation für Ernährung und Landwirtschaft der Vereinten Nationen, John Boyd Orr, Ernährungswissenschaftler und langjähriger Mitarbeiter von Rotha, zur Sprache kommt. Er sah in der Beseitigung des Hungers in der Welt eine Möglichkeit, dauerhaft Frieden zu schaffen, da unter anderem Mangel und Hunger, Ursachen für Konflikte und Unruhen seien, und erneut in einen Krieg münden könnten. Solange Profitdenken an erster Stelle stehe, werde es kaum gelingen, allen Menschen das zu geben, was der Mensch nun einmal brauche: Nahrung.  

## Produktion
Als Produktionsunternehmen fungierten die Windsor Studios/Films of Fact, vertrieben wurde der Film von der Zentralstelle des Informationsministeriums für Ernährung. Der Verleih des Films fand durch die British Lion Film Corporation statt. 
Der Film wurde erstmals am 29. Januar 1948 in London veröffentlicht. 

## Auszeichnung/Nominierung
- 1948: Oscarnominierung für Paul Rotha in der Kategorie „Bester Dokumentarfilm“. Die Trophäe ging an Sid Rogell, Theron Warth und Richard Fleischer und den Kriegsdokumentarfilm Design for Death.